# Четово
Четово — село в Енкаевском сельском поселении Кадомском районе Рязанской области. Население по состоянию на 2010 год составляет 260 человек. Крупнейший населённый пункт в поселении и четвёртый по населению в районе.

## География
Расположено на правом берегу реки Ермишь. С севера примыкает село Енкаево. В селе 3 улицы: Центральная, Берёзовая и Береговой переулок. Расстояние до районного центра Кадома — 12 км, до пгт Ермишь — 20 км.

## Инфраструктура
В селе Енкаево находятся все объекты инфраструктуры. В Четово их нет.

## Транспорт
Через село проходит общественный транспорт, но отсановки нет. Ближайшая остановка-Енкаево.
| 1984 | 2010 |
| ---- | ---- |
| 340  | ↘260 |